# Batangas
Batangas é um província de  primeira classe de renda da província (d) na região Calabarzon (Região IV-A), nas Filipinas. De acordo com o censo de 1 de maio  de  2020 possui uma população de 2 908 494 pessoas e 716 192 domicílios. A sua capital é Cidade de Batangas, fazendo fronteira com as províncias Cavite e Laguna ao norte, e Quezon à leste. Os idiomas locais são o batangas tagalo (dialeto do tagalo) e o inglês.

## Subdivisões
Municípios
- Agoncillo
- Alitagtag
- Balayan
- Balete
- Bauan
- Calaca
- Calatagan
- Cuenca
- Ibaan
- Laurel
- Lemery
- Lian
- Lobo
- Mabini
- Malvar
- Mataasnakahoy
- Nasugbu
- Padre Garcia
- Rosario
- San Jose
- San Juan
- San Luis
- San Nicolas
- San Pascual
- Santa Teresita
- Taal
- Talisay
- Taysan
- Tingloy
- Tuy

Cidades
- Cidade de Batangas
- Lipá
- Santo Tomas
- Tanauan